# Tespis
Tespis (en llatí Thespis, en grec antic Θέσπις) fou un poeta grec considerat el pare de la tragèdia grega. Devia viure al segle vi aC.
Hi havia una tradició, sembla que coneguda per Aristòtil, i durant el període hel·lenístic, que Horaci va explicar a l'Art poètica, on es deia que el desenvolupament de la tragèdia era degut a Tespis, del demos rural d'Icària, a l'Àtica. Hi ha molts punts foscos en les notícies rebudes, però es creu que va ser el primer dramaturg que va introduir un actor separat del cor, que recitava monòlegs i participava en diàlegs amb el principal membre del cor. Aquest actor va rebre el nom de ύποκριτής ("Hypokrités"), que segurament volia dir "intèrpret", però també se li donava el sentit de "contestador". Contestava les preguntes del cor, i feia un discurs sobre si mateix i sobre els fets contemporanis. La transformació d'un corifeu en actor va portar a una dramatització del cor. Va introduir les màscares per caracteritzar als actors. Aquests fets són considerats la primera fundació del teatre clàssic. Temisti li atribueix la invenció del pròleg de les tragèdies.
Es va donar el qualificatiu de "tespians" als actors de la tragèdia, derivat del seu nom. Tespis va escriure diverses obres teatrals. Va guanyar el premi a la millor tragèdia a un concurs convocat a les Dionísia de l'any 534 aC.
Se li han atribuït alguns títols mitològics, però segons Diògenes Laerci eren falsificacions, algunes fetes pel filòsof Heràclides Pòntic.
- Ἆθλα Πελίου ἢ Φόρβας, (Athla Péliou è Phorbas "Els Jocs fúnebres en honor de Pèlias"). Aquesta obra és considerada la més "autèntica" d'entre les que se li atribueixen.
- Ἱερεῖς, (Hiéreïs, "els sacerdots")
- Ἠίθεοι, (Èitheoi "els joves")
- Πενθεύς, (Pentheus, "Penteu").[1]